# Michel Barnier
Michel Barnier (n. 9 ianuarie 1951, La Tronche, Franța) este un om politic francez are ocupă funcția de prim-ministru al Franței din septembrie 2024. Este membru al partidului Republicanii (fostul UMP) și fost vicepreședinte al Partidului Popular European. 

## Carieră
Absolvent al ESCP în 1972, a intrat în politică ca ales local în regiunea sa, Savoia, devenind cel mai tânăr membru al unui consiliu general. În anul 1982 a fost ales președintele acestui consiliu general. Împreună cu fostul campion de schi Jean-Claude Killy a prezentat candidatura orașului Albertville pentru organizarea Jocurilor Olimpice de iarnă din 1992, acest demers fiind încununat de succes.
La nivel național, a devenit cel mai tânăr deputat din Franța în anul 1978, la vârsta de 27 ani. A fost ministrul mediului în perioada 1993–1995, ministru pentru afaceri europene în perioada 1995–1997, ministru pentru afaceri externe în perioada 2004–2005 și ministrul agriculturii și pescuitului în perioada 2007-2009. 
La nivel european, a fost șeful delegației franceze pentru negocierea Tratatului de la Amsterdam ca ministru pentru afaceri europene. Ales europarlamentar în 2009, a fost comisar european pentru politica regională din 1999 până în 2004 în cadrul Comisiei Prodi, apoi comisar european pentru piața internă și servicii din 2010 până în 2014 în cadrul Comisiei Barroso. În iulie 2016 a fost numit negociator-șef din partea Uniunii Europene pentru negocierea ieșirii Marii Britanii din UE.
Pe 5 septembrie 2024 Michel Barnier a fost desemnat prim-ministru al Franței de către Emmanuel Macron.